# Escalaplano
Escalaplano (sardinski: Scaleprànu) je grad i općina (comune) u pokrajini Južnoj Sardiniji u regiji Sardiniji, Italija. Nalazi se na nadmorskoj visini od 338 metara i ima populaciju od 2 196 stanovnika.
 Prostire se na teritoriju od 94,04 km². Gustoća naseljenosti je 23 st/km².
Susjedne općine su: Ballao, Esterzili, Goni, Orroli, Perdasdefogu, Seui i Villaputzu.